# Tribes of Neurot
Tribes of Neurot est un groupe américain d'ambient originaire d'Oakland, Californie, États-Unis.

## Biographie
Tribes of Neurot est un projet alternatif mené par les membres du groupe Neurosis et par d'autres musiciens. Il est difficile de situer avec précision le début de son activité étant donné son statut de groupe "jumeau" de Neurosis, qui officie depuis 1985, bien que le premier EP de Tribes of Neurot date de 1995.
Tribes of Neurot explore les mêmes horizons musicaux que Neurosis, à savoir une musique sombre et dépressive mêlée à une recherche expérimentale poussée. Cependant, tandis que Neurosis possède un style et son bien défini qui emprunte au post-hardcore autant qu’au post-rock, Tribes of Neurot se caractérise par une plus grande liberté musicale, notamment par une approche très atmosphérique, largement dominée par l’usage de samples et de nappes de claviers.
À cet égard, l’expérience inédite de Time of Grace multi-dimensional sound experience, est significative. Elle consiste en deux albums, Times of Grace, de Neurosis, et Grace, de Tribes of Neurot, qui peuvent s’écouter séparément mais également se juxtaposer : l’auditeur joue les deux disques en même temps sur deux systèmes hi-fi différents et accède ainsi à un troisième enregistrement inédit.

## Membres
- Scott Kelly
- Steve Von Till
- Dave Edwardson
- Noah Landis
- Jason Roeder
- Pete Inc.
- Billy Anderson
- Ajax
- Danny
- Scott Ayers
- Frank Garymartin

## Discographie

### Albums
- Silver Blood Transmission (1995 Release Entertainment)
- Static Migration (collaboration avec Walking Time Bombs) (1998 Release Entertainment)
- Grace (1999 Neurot Recordings)
- Adaption and Survival (2002 Neurot Recordings)
- Cairn 4xCD (2002 Neurot Recordings)
- A Resonant Sun CD (2002 Relapse Records)
- Meridian (2005 Neurot Recordings)

### EP
- Rebegin 2x7" (1995 Alleysweeper Records)
- Rebegin CDEP (1997 Invisible Records)
- God of the Center 10" EP (1997 Conspiracy Records)
- Untitled 12" EP (1997 Abuse Records)
- Spring Equinox 1999 CDEP (1999 Neurot Recordings)
- Summer Solstice 1999 CDEP (1999 Neurot Recordings)
- Autumn Equinox 1999 CDEP (1999 Neurot Recordings)
- Winter Solstice 1999 CDEP (1999 Neurot Recordings)
- Spring Equinox 2000 CDEP (2000 Neurot Recordings)
- Summer Solstice 2000 CDEP (2000 Neurot Recordings)
- Autumn Equinox 2000 CDEP (2000 Neurot Recordings)
- Winter Solstice 2000 CDEP (2000 Neurot Recordings)
- Spring Equinox 2001 CDEP (2001 Neurot Recordings)
- Summer Solstice 2001 CDEP (2001 Neurot Recordings)
- Autumn Equinox 2001 CDEP (2001 Neurot Recordings)
- Winter Solstice 2001 CDEP (2001 Neurot Recordings)

### Compilation/Live
- 60° (2000 Neurot Recordings)
- Live at the Pale (2001 Neurot Recordings)